# Нађа Хигл
Нађа Хигл (Панчево, 2. јануар 1987) јесте бивша репрезентативка Србије у пливању у дисциплинама 100 и 200 метара прсним стилом.

## Биографија
Чланица је Пливачког клуба Тамиш из Панчева, а тренер јој је њен брат Себастијан Хигл. Висока је 173 цм, а тешка 69 kg. На Светском првенству у пливању у Риму 31. јула 2009. године освојила је злато у дисциплини 200 m прсно а својим резултатом 2:21,62 поставила нови европски рекорд у тој дисциплини. Овим успехом Хиглова је ушла у историју српског пливања, као прва жена која је постала светска првакиња.
Крајем године добила је златну значку Спорта, награду за најбољег спортисту у Србији, Олимпијски комитет Србије ју је прогласио за спортисткињу године, а од Спортског савеза Србије је примила "мајску награду". Добитница је и награде "Вихор" за најбољу спортисткињу Војводине.
Учествовала је и на Европском првенству на малим базенима 2007. у Дебрецину, Светском првенству у малим базенима 2008. у Манчестеру, Олимпијским играма 2008. у Пекингу. Европском првенству у кратким базенима 2008. у Ријеци, Медитеранским играма 2009. у Пескари и Летњој универзијади 2009. у Београду.
Држи националне рекорде у дисциплинама 100 метара прсно (1:07,80) и 200 метара прсно (2:21,62).
Удата је за Милана Бохаревића од септембра 2013. године и мајка је двоје деце.

## Резултати
| Год. | Такмичење                     | Место                            | Дисциплина       | Плас. | Рез.              |
| ---- | ----------------------------- | -------------------------------- | ---------------- | ----- | ----------------- |
| 2003 | Европско првенство за јуниоре | Глазгов · Уједињено Краљевство   | 100 м прсно      | 24    | 1:15,95           |
| 2003 | Европско првенство за јуниоре | Глазгов · Уједињено Краљевство   | 200 м прсно      | 16    | 2:38,59           |
| 2006 | Европско првенство            | Будимпешта · Мађарска            | 100 прсно        | 44    | 1:16,99           |
| 2006 | Европско првенство            | Будимпешта · Мађарска            | 200 м прсно      | 25    | 2:40,73           |
| 2007 | Европско првенство 25 м       | Дебрецин · Мађарска              | 100 м прсно      | 23    | 1:11,10           |
| 2007 | Европско првенство 25 м       | Дебрецин · Мађарска              | 200 прсно        | 23    | 2:31,14           |
| 2008 | Европско првенство 25 м       | Манчестер · Уједињено Краљевство | 100 м прсно      | 20    | 1:10,41           |
| 2008 | Европско првенство 25 м       | Манчестер · Уједињено Краљевство | 200 м прсно      | 15    | 2:28,47           |
| 2008 | Олимпијске игре               | Пекинг · Кина                    | 100 м прсно      | 43    | 1:13,19           |
| 2008 | Олимпијске игре               | Пекинг · Кина                    | 200 м прсно      | 33    | 2:32,78           |
| 2009 | Медитеранске игре             | Пескара · Италија                | 100 м прсно      | 10    | 1:11,50           |
| 2009 | Медитеранске игре             | Пескара · Италија                | 200 м прсно      | 4     | 2:29,79           |
| 2009 | Медитеранске игре             | Пескара · Италија                | 4 100 м мешовито | 5     | 1:07,75 (4:14,14) |
| 2009 | Летња универзијада            | Београд · Србија                 | 100 м прсно      | 2     | 1:07,80           |
| 2009 | Летња универзијада            | Београд · Србија                 | 200 м прсно      | 2     | 2:24,20           |
| 2009 | Летња универзијада            | Београд · Србија                 | 4 100 мешовито   | 15    | 1:13,70 (4:29,49) |
| 2009 | Светско првенство             | Рим · Италија                    | 100 м прсно      | 16    | 1:08,13           |
| 2009 | Светско првенство             | Рим · Италија                    | 200 м прсно      | 1     | 2:21,62           |
| 2009 | Европско првенство 25 м       | Истанбул · Турска                | 200 м прсно      | 2     | 2:17,52           |
| 2009 | Европско првенство 25 м       | Истанбул · Турска                | 100 м прсно      | 11    | 1:06,41           |
| 2010 | Европско првенство            | Будимпешта · Мађарска            | 200 м прсно      | 8     | 2:29,60           |
| 2010 | Европско првенство            | Будимпешта · Мађарска            | 100 м прсно      | 22    | 1:10,97           |
| 2011 | Светско првенство             | Шангај · Кина                    | 200 м прсно      | 6     | 2:25.93           |
| 2012 | Европско првенство            | Дебрецин · Мађарска              | 200 м прсно      | 6     | 2:28,24           |
| 2012 | Олимпијске игре               | Лондон · Уједињено Краљевство    | 200 м прсно      | 25    | 2:28,39           |

## Лични рекорди
31. децембар 2009.
| Дисциплина             | Базен | Резултат | Датум              | Место                              | Такмичење.                              | Бел. |
| ---------------------- | ----- | -------- | ------------------ | ---------------------------------- | --------------------------------------- | ---- |
| 200 м леђно            | 50 м  | 2:31,75  | 10. фебруар 2007.  | Крањ, Словенија                    | Међународни митинг „Звезде ‘07“         |      |
| 50 м прсно             | 50 м  | 32,10    | 8. јул 2009.       | Београд Србија                     |                                         | НР   |
| 50 м прсно             | 25    | 32,90    | 20. фебруар 2009.  | Бечеј Србија                       | Зимско првенство Србије у пливању 2009. | НР   |
| 100 м прсно            | 50 м  | 1:07,80  | 7. јул 2009.       | Београд, Србија                    | Летња универзијада 2009.                | НР   |
| 100 м прсно            | 50 м  | 1:07,80  | 27. јул 2009.      | Рим, Италија                       | Светско првенство у пливању 2009.       |      |
| 100 м прсно            | 25 м  | 1:06,41  | 12. децембар 2009. | Истанбул, Турска                   | ЕП 2009.                                | НР   |
| 200 м прсно            | 50 м  | 2:21,62  | 31. јул 2009.      | Рим, Италија                       | Светско првенство у пливању 2009.       | ЕР   |
| 200 м прсно            | 25 м  | 2:17,52  | 11. децембар 2009. | Истанбул, Турска                   | ЕП 2009.                                | НР   |
| 100 м мешовито         | 25 м  | 1:10,99  | 25. фебруар 2007.  | Кикинда, Србија                    | Првенство Војводине у пливању 2007.     |      |
| 200 м мешовито         | 50 м  | 2:22,33  | 7. август 2005.    | Ваљево Петница, Србија и Црна Гора | Првенство СЦГ 2005.                     |      |
| 200 м мешовито         | 25 м  | 2:17,18  | 7. новембар 2009.  | Београд, Србија                    | Велика награда Србије 2009              |      |
| 400 м мешовито         | 50 м  | 5:10,43  | 23. јул 2006.      | Ниш, Србија                        | Летње првенство Србије                  |      |
| 400 м мешовито         | 25 м  | 4:56,00  | 11. новембар 2005. | Зрењанин, Србија и Црна Гора       | Отворено првенство Србије 2005          | НР   |
| 50 м (4×50 мешовито)   | 25 м  | 33,07    | 13. децембар 2008. | Ријека, Хрватска                   | ЕП 2009.                                |      |
| 100 м (4×100 мешовито) | 50 м  | 1:07,75  | 1. јул 2009.       | Пескара Италија                    | Медитеранске игре 2009.                 |      |